# 牡丹区
牡丹区是山东省菏泽市下辖的一个市辖区，由原菏泽地区县级菏泽市改制而成。區人民政府駐东方红西街999号。
牡丹区是菏泽市中心主城区，是著名的中国牡丹之都和书画之乡、戏曲之乡、曲艺之乡、武术之乡、民间艺术之乡。牡丹是牡丹区的特色产业，拥有九大色系、十大花型、1237个品种，是世界上最大的牡丹栽培、观赏、研发和苗木输出基地。

## 行政区划
牡丹区下辖11个街道办事处、13个镇：
东城街道、西城街道、南城街道、北城街道、牡丹街道、丹阳街道、岳程街道、佃户屯街道、何楼街道、万福街道、皇镇街道、沙土镇、吴店镇、王浩屯镇、黄堽镇、都司镇、高庄镇、小留镇、李村镇、马岭岗镇、安兴镇、大黄集镇、吕陵镇和胡集镇。
其中，丹阳街道、岳程街道、佃户屯街道办事处实际由开发区管辖。

## 人口
根据第七次全国人口普查数据，截至2020年11月1日零时，牡丹区常住人口为1098707人。